# Viktor Butenko
Viktor Aleksandrovich Butenko (en russe : Виктор Александрович Бутенко ; né le 10 mars 1993 à Stavropol) est un athlète russe, spécialiste du lancer de disque.

## Biographie
Le 25 mai 2013 il bat son record personnel à Sotchi en 65,97 m.

## Palmarès
| Date | Compétition                          | Lieu      | Résultat | Marque  |
| ---- | ------------------------------------ | --------- | -------- | ------- |
| 2012 | Championnats du monde juniors        | Barcelone | 4e       | 61,48 m |
| 2013 | Championnats d'Europe espoirs        | Tampere   | 2e       | 62,27 m |
| 2013 | Championnats du monde                | Moscou    | 8e       | 63,38 m |
| 2014 | Coupe d'Europe hivernale des lancers | Leiria    | 1er      | 64,38 m |
| 2014 | Championnats d'Europe par équipes    | Brunswick | 3e       | 62,81 m |
| 2014 | Championnats d'Europe                | Zurich    | 5e       | 62,80 m |
| 2014 | DécaNation                           | Angers    | 1re      | 62,54 m |
| 2015 | Coupe d'Europe hivernale des lancers | Leiria    | 3e       | 65,44 m |
| 2018 | Championnats d'Europe                | Berlin    | 9e       | 62,24 m |
| 2019 | Jeux mondiaux militaires             | Wuhan     | 3e       | 59,65 m |

## Records
| Épreuve          | Performance | Lieu   | Date        |
| ---------------- | ----------- | ------ | ----------- |
| Lancer du disque | 65,97 m     | Sotchi | 25 mai 2013 |